# خايمي بايلي
خايمي بايلي (بالإسبانية: Jaime Bayly؛ بالإنجليزية: Jaime Bayly) هو مقدم تلفزيوني وصحفي وكاتب أمريكي وبيروفي، ولد في 19 فبراير 1965 في ليما في بيرو.

## وصلات خارجية
- خايمي بايلي على موقع IMDb (الإنجليزية)
- خايمي بايلي على موقع قاعدة بيانات الفيلم (الإنجليزية)